# Mörtsjön (Los socken, Hälsingland, 683899-145497)
Mörtsjön är en sjö i Ljusdals kommun i Hälsingland och ingår i Ljusnans huvudavrinningsområde. Sjön har en area på 0,114 kvadratkilometer och ligger 348,4 meter över havet. Sjön avvattnas av vattendraget Håvaån (Kroksjöån).

## Delavrinningsområde
Mörtsjön ingår i det delavrinningsområde (683935-145638) som SMHI kallar för Utloppet av Mörtsjön. Medelhöjden är 420 meter över havet och ytan är 3,22 kvadratkilometer. Räknas de 3 avrinningsområdena uppströms in blir den ackumulerade arean 28,49 kvadratkilometer. Håvaån (Kroksjöån) som avvattnar avrinningsområdet har biflödesordning 3, vilket innebär att vattnet flödar genom totalt 3 vattendrag innan det når havet efter 187 kilometer. Avrinningsområdet består mestadels av skog (71 procent). Avrinningsområdet har 0,42 kvadratkilometer vattenytor vilket ger det en sjöprocent på 12,9 procent. Bebyggelsen i området täcker en yta av 0,28 kvadratkilometer eller 9 procent av avrinningsområdet.